# Трембовецький Аполлон Павлович

Аполлон Трембовецький

Аполло́н Па́влович Трембове́цький (* 1913 — † 1968) — український педагог, журналіст, краєзнавець, громадсько-політичний діяч. Псевдонім — Петро Павлович.

## Біографія
Аполлон Павлович Трембовецький народився 27 лютого 1913 року в селі Підзамче Кам'янецького повіту Подільської губернії (нині в складі міста Кам'янець-Подільський).
Під час німецької окупації працював кореспондентом газети «Вінницькі вісті». Перший український дослідник Вінницької трагедії. 1943 року видав у Вінниці дві невеликі книжки про злочини НКВС — «Злочин у Вінниці» та «Чека, ГПУ та НКВД у Вінниці». 1994 року фрагменти першої книжки передруковано у виданні «Вінниця: Злочин без кари».
Перший голова ДОБРУСу (Демократичне Об'єднання Бувших Репресованих Українців Совєтами), був заступником голови Українського Конгресового комітету Америки.
Автор ілюстрованих збірників, що під псевдонімом Петро Павлович побачили світ у видавництві «Брама Софії»:
- «Поділля. Історичні пам'ятки» (Аугсбург, 1946),
- «Слідами Михайла Коцюбинського» (Аугсбург, 1946).

Автор дослідження «Шевченкові думи в піснях Степана Руданського».
Помер 1 березня 1968 року на 55-му році життя в місті Ортанна (штат Пенсільванія, США), де і похований.